# Уралп, Дилара
Дилара Уралп (тур. Dilara Uralp; род. 16 ноября 1995, Германия) — турецкая яхтсменка и виндсерфер, выступающая в олимпийском классе RS:X. Выступает за клуб «Çeşmealtı». Чемпионка Турции, участница двух Олимпийских игр и чемпионатов мира.

## Биография
Дилара Уралп родилась в Германии 16 ноября 1995 года. Она является членом Клуба виндсерфинга и парусного спорта «Çeşmealtı» из Измира. Она изучает физическое воспитание и спорт в Университете Докуз Эйлюль в Измире.

## Карьера
В 2005 году отец предложил Диларе попробовать заняться виндсерфингом. Она стала участвовать в национальных соревнованиях с 2006 года, а на международных — с 2010 года.
На чемпионате мира 2015, который прошёл в Омане в октябре, Дилара Уралп финишировала с 227 очками и попала в число тех, кто квалифицируется на Олимпиаду. Таким образом, она завоевала право представить сборную Турции на летних Олимпийских играх 2016 года в Рио-де-Жанейро. Она стала первой в истории турецкой яхтсменкой на Олимпийских играх. По окончании двенадцатой гонки RS:X Дилара Уралп заняла 22-е место и не попала в медальную гонку.
После Игр, она выиграла чемпионат Турции в Бодруме.
В 2021 году стало известно, что Дилара примет участие на второй для себя Олимпиаде в Токио, которая из-за пандемии коронавируса была перенесена на 2021. Уралп заявила, что для неё главная цель состоит в попадании в медальную гонку, куда попадают десять лучших спортсменок по итогам первых двенадцати гонок.